# Rosamunde Pilcher: Herzenssehnsucht
Herzenssehnsucht ist ein deutscher Fernsehfilm unter der Regie von Stefan Bartmann aus dem Jahr 2009. Er basiert auf der Kurzgeschichte Love to Nicholas von Rosamunde Pilcher und ist die 85. Folge der Rosamunde-Pilcher-Filmreihe des ZDF mit Werken der erfolgreichen britischen Schriftstellerin. Denise Zich und Jochen Horst spielen die Hauptrollen, Klaus Wildbolz, Alexandra Schalaudek, Bernd Stephan, Jens-Peter Nünemann und Maja Celiné Probst sind in tragenden Rollen zu sehen.

## Handlung
Kate O’Hara, eine junge Modedesignerin, ist Teil des gut laufenden Familienunternehmens in Irland, einer Leinenweberei. Auch ihr Mann Patrick ist ins Unternehmen eingebunden. Zwischen dem Paar, das nach außen hin eine harmonierende Familie präsentiert, kriselt es schon lange. Da sich der Kinderwunsch von Kate und Patrick nicht erfüllt hat, konnte Kates Vater, Jonathan MacKenzie, vor allem seine Tochter davon überzeugen, die kleine Theresa zu adoptieren. Um das Kind gibt es jedoch ein Geheimnis, das Jonathan für sich behalten hat. Theresa ist die Tochter von Gregory O’Reilly, eines unehelichen Sohns des Patriarchen. Das Kind wurde ihm von seinem Sohn bereits einige Zeit vor dessen Tod anvertraut. Kate ist der kleinen Theresa eine aufopferungsvolle Mutter und nimmt diese Aufgabe sehr ernst. Mit Patrick, der mit dem Kind wenig anfangen kann, kommt es deswegen mehr als einmal zu Streitigkeiten.
In dieser für sie schwierigen Zeit trifft Kate ihren alten Jugendfreund Nicholas wieder, der als Rechtsanwalt arbeitet und zurück in seine Heimat gekommen ist, um sich eine Auszeit zu gönnen. Die alte Vertrautheit zwischen beiden ist gleich wieder da und auch das Gefühl gegenseitiger Liebe stellt sich schnell wieder ein, diesmal auch bei Kate, die nicht ahnte, dass Nicholas sie schon damals liebte.
Jonathan MacKenzie ahnt jedoch nicht, dass sein Sohn ihn belogen hat im Hinblick darauf, dass auch die Mutter von Theresa tot sei. In Wahrheit nutzte Gregory die Gelegenheit, als Claire Mooloy, Theresas Mutter, im Krankenhaus lag und ihm das Kind für diese Zeit anvertraut hatte, um ihr Theresa zu entziehen. Claire, die nie aufgehört hat, nach ihrer Tochter zu suchen, weiß inzwischen, wo Theresa lebt. Sie ist fest entschlossen, ihre Tochter zurückzugewinnen. Sie beobachtet das Kind in seiner neuen luxuriösen Umgebung und zieht sich unentschlossen erst einmal zurück. Dann entschließt sie sich jedoch einen Anwalt um Rat zu fragen und landet bei Nicholas. Er bittet sie, erst einmal nichts zu unternehmen. Als Claire sich dann jedoch trotzdem ihrer Tochter nähern will, erleidet sie einen Unfall und kommt ins Krankenhaus. Theresa erkennt ihre Mutter auf der Krankentrage, erzählt aber nur Nicholas davon, dass sie ihre Mutter erkannt habe. Er verspricht dem Mädchen, sich um alles zu kümmern. Theresa reißt jedoch aus und gelangt zu ihrer Mutter ins Krankenhaus. Nachdem beide von dort fliehen, initiiert Jonathan eine großangelegte Suchaktion, an deren Ende man Claire und Theresa erneut trennt.
Nicholas kann Claire davon überzeugen, dass Theresa in ihrer jetzigen Familie ein wunderbares Leben und eine Zukunft habe, in der ihr alle Möglichkeiten offenständen. Claire fasst daraufhin einen Entschluss, der ihr alles abverlangt, da sie ihrer Tochter nicht einen Bruchteil dessen, was sie jetzt hat, bieten kann. So schreibt sie ihrer Tochter einen Brief, in dem sie ihr alles erklärt. Patrick, der von Jonathan beauftragt worden ist, sich mit Claire zu treffen, erhält von ihr einen Brief, den er Theresa übergeben soll. Da er in finanziellen Schwierigkeiten steckt, sieht er das als Gelegenheit, das Geld, das ihm Jonathan für Claires Verzicht gegeben hatte, in seine eigene Tasche zu stecken. Er fälscht die Unterlagen und zerreißt den Brief für Theresa.
Theresa ist bitter enttäuscht, als ihr Großvater ihr die Version erzählt, die Patrick ihm aufgetischt hat. Einzig Nicholas klagt sie ihr Leid, dieser schaltet schnell und deckt Patricks Machenschaften auf, hinter die auch Jonathan inzwischen gekommen ist. Patrick verlässt Firma und Familie ohne Bedauern. Claire kehrt zurück und nimmt ihre Tochter zu sich. Kate bleibt ihre Liebe zu Nicholas, mit dem zusammen sie einen Neuanfang in Paris wagen will.

## Produktion

### Dreharbeiten

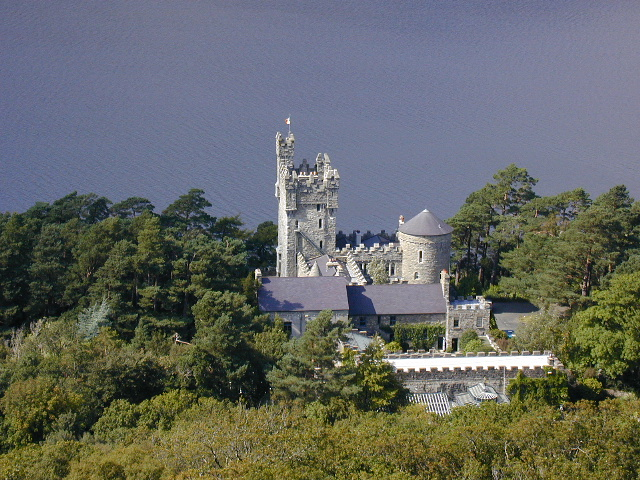
Glenveagh Castle spielt im Film als „Glencastle“ eine tragende Rolle

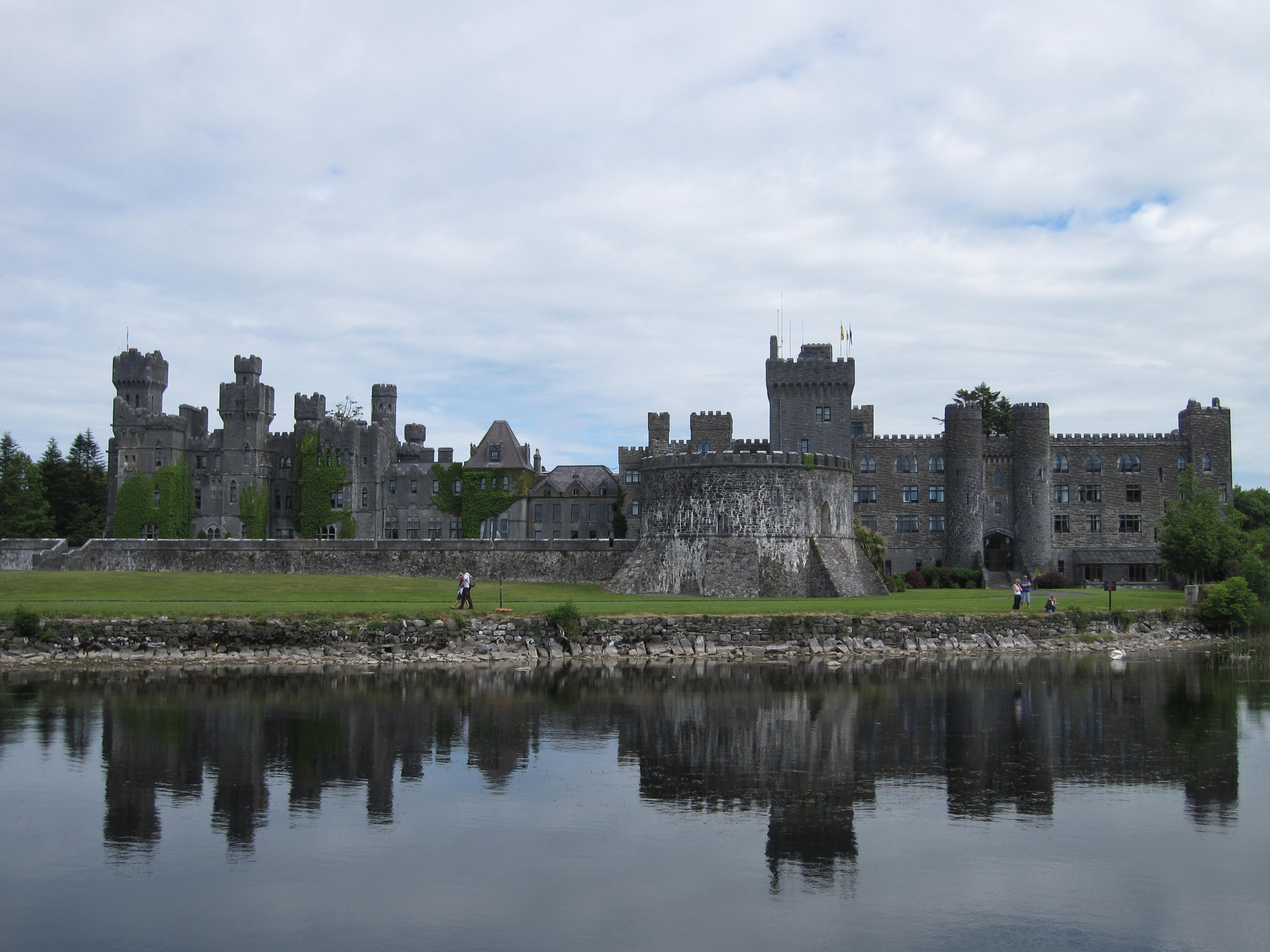
Ashford Castle, einer der Drehorte des Films

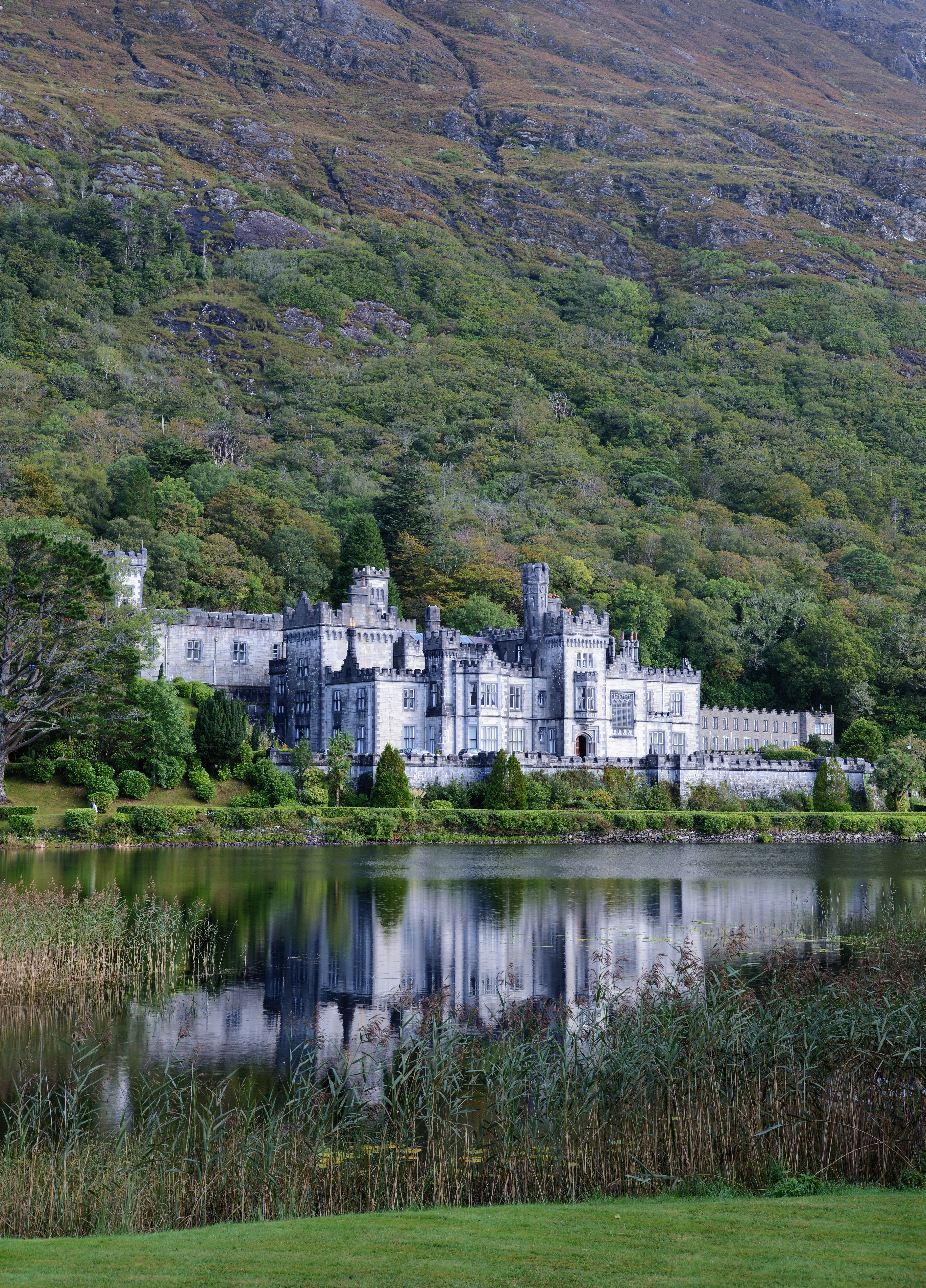
Kylemore Abbey, ein weiterer Drehort

Gedreht wurde im Zeitraum 9. September bis 8. Oktober 2008 in Irland in der Grafschaft Mayo. Der Glenveagh-Nationalpark, Hauptdrehort des Films, liegt in der Grafschaft Donegal. Ein zentraler Ort des Films ist Glenveagh Castle, das im Film als „Glencastle“ bezeichnet wird. Die weiteren Drehorte waren das Ashford Castle, ein Schlosshotel, das zu den schönsten Europas gehört, sowie das neogotische Schloss Kylemore Abbey. Das im Turlough Park gelegene Gebäude, in dem das  Museum of Country Life untergebracht ist, wurde im Film zum Krankenhaus umfunktioniert. Im Ort Westport wurde der dort gelegene Pub „Cronin’s Sheebeen“ in der Verfilmung zu „The Sheebeen“. Im Ort ist auch Westport House gelegen, wo ebenfalls viele Szenen des Films entstanden.
Es handelt sich um eine Produktion der FFP New Media im Auftrag von ZDF und ORF in Zusammenarbeit mit ZDF Enterprises.

### Veröffentlichung
Der Film wurde am 14. Januar 2009 in Österreich ausgestrahlt. Im deutschen Fernsehen hatte er am 18. Januar 2009 im ZDF Premiere, wobei der Sender ein „packendes, hoch emotionales Drama“ ankündigte. In Belgien wurde er am 9. Dezember 2013 veröffentlicht.
Der Film ist Teil der „Rosamunde Pilcher Collection“ und erschien zusammen mit Folge 88 Liebe gegen den Rest der Welt am 23. Juli 2010 auf DVD, herausgegeben von der Universum Film GmbH.

## Kritik
TV Spielfilms Urteil fiel, wie meistens bei Filmen dieser Reihe, negativ aus. Dort hieß es: „Unglaublich: Fast alle gängigen Schmonzetten-Plots vereint in einem einzigen TV-Melodram.“ Fazit: „Alles rein und einmalkräftig schütteln!“
Das Portal Filmdienst tat den Film mit ähnlichen Worten ab: „(Fernseh-)Drama von der Stange; sentimental-seichte Unterhaltung nach dem üblichen Pilcher-Schema.“
Auch TV Movie stieß in dieses Horn, gab für Spannung einen und für Gefühl zwei von drei möglichen Punkten und zog das Fazit: „So schmachtend wie der kitschige Titel.“